# Песчаный, Никифор Фёдорович
Никифор Фёдорович Песчаный (1908, Киевская губерния — 1980 город Москва, Российская Федерация) —
советский государственный деятель, директор Ново-Краматорского завода тяжёлого машиностроения имени Сталина Сталинской области. Депутат Верховного Совета УССР 2-го созыва.

## Биография
Родился в бедной крестьянской семье на Киевщине. Отец погиб в 1919 году. Трудовую деятельность начал батраком, пастухом. В 1924 году окончил семилетнюю школу и начал работать учеником токаря на Киевском заводе «Транссигнал». Потом был токарем, бригадиром, техником завода «Транссигнал» в городе Киеве.
Окончил Киевский политехнический институт.
Член ВКП(б).
В 1932—1939 годах — заведующий Бюро технологической разработки цеха № 2, начальник первого механического цеха, заместитель главного инженера Краматорского машиностроительного завода имени Сталина Сталинской области.
В 1939—1941 годах — директор Старо-Краматорского машиностроительного завода имени Серго Орджоникидзе Сталинской области.
В 1941—1943 годах — заместитель народного комиссара тяжёлого машиностроения СССР.
В 1943—1947 годах — исполняющий обязанности директора Ново-Краматорского завода тяжелого машиностроения имени Сталина Сталинской области.
С 1947 года — заместитель Председателя Государственного комитета Совета министров СССР по материально-техническому снабжению народного хозяйства.
В мае 1957—1958 г. — председатель Совета народного хозяйства Кировского экономического административного района РСФСР.
Потом — на пенсии в Москве. Похоронен на Кунцевском кладбище в г. Москве.

## Награды
- орден Ленина (1945)
- орден Трудового Красного Знамени (15.04.1939)
- медали